# Serie B d'Eccellenza 1997-1998 (pallacanestro maschile)
Il campionato di Serie B d'Eccellenza di pallacanestro maschile 1997-1998 è stato organizzato in Italia e rappresenta il terzo campionato italiano.
Le squadre sono suddivise in 2 gironi su base geografica. Dopo la stagione regolare (girone all'italiana con partite di andata e ritorno) le prime 6 classificate di ogni girone si dividono alternate in 2 gironi denominati poule promozione. Al termine di questi gironi (anche questi con partite di andata e ritorno) le prime classificate incontrano le seconde dell'altro girone. Le vincenti di queste sfide vengono promosse in serie A2. Le 2 perdenti si contendono la terza promozione in una sfida secca su campo neutro.
Le ultime 6 classificate si incontrano in 2 gironi all'italiana di 6 squadre, dove le ultime retrocedono, le prime 5 restano in categoria.

## Stagione regolare

### Girone A

#### Classifica
|  |     | Classifica girone A | Pt | G  | V  | P  | PF   | PS   |
|  | --- | ------------------- | -- | -- | -- | -- | ---- | ---- |
|  | 1.  | ING Biella          | 30 | 22 | 15 | 7  | 1732 | 1581 |
|  | 2.  | Caffex Pavia        | 30 | 22 | 15 | 7  | 1762 | 1680 |
|  | 3.  | Tecnoarredo Roseto  | 28 | 22 | 14 | 8  | 1640 | 1547 |
|  | 4.  | Gaverina Bergamo    | 26 | 22 | 13 | 9  | 1687 | 1612 |
|  | 5.  | Paper's Campli      | 26 | 22 | 13 | 9  | 1601 | 1642 |
|  | 6.  | Barnabei Teramo     | 26 | 22 | 13 | 9  | 1721 | 1553 |
|  | 7.  | Universo Latina     | 24 | 22 | 12 | 10 | 1581 | 1638 |
|  | 8.  | Milla&Co. Vigevano  | 24 | 22 | 12 | 10 | 1661 | 1537 |
|  | 9.  | Hidra Viterbo       | 20 | 22 | 10 | 12 | 1598 | 1630 |
|  | 10. | GT Autoalarm Desio  | 16 | 22 | 8  | 14 | 1612 | 1691 |
|  | 11. | Country Treviglio   | 8  | 22 | 4  | 18 | 1537 | 1706 |
|  | 12. | Kappa Torino        | 6  | 22 | 3  | 19 | 1560 | 1875 |

### Girone B

#### Classifica
|  |     | Classifica girone B        | Pt | G  | V  | P  | PF   | PS   |
|  | --- | -------------------------- | -- | -- | -- | -- | ---- | ---- |
|  | 1.  | Seme d' Arancio Barcellona | 32 | 22 | 16 | 6  | 1688 | 1514 |
|  | 2.  | Isopak Modena              | 28 | 22 | 14 | 8  | 1839 | 1768 |
|  | 3.  | Popolare Ragusa            | 28 | 22 | 14 | 8  | 1695 | 1593 |
|  | 4.  | Petrarca Padova            | 26 | 22 | 13 | 9  | 1748 | 1732 |
|  | 5.  | Cameling Ferrara           | 26 | 22 | 13 | 9  | 1559 | 1558 |
|  | 6.  | Valleverde Imola           | 24 | 22 | 12 | 10 | 1850 | 1834 |
|  | 7.  | Bears Mestre               | 24 | 22 | 12 | 10 | 1686 | 1661 |
|  | 8.  | Dodaro Cosenza             | 18 | 22 | 9  | 13 | 1557 | 1669 |
|  | 9.  | Castelli Ozzano            | 16 | 22 | 8  | 14 | 1614 | 1632 |
|  | 10. | GB Plast Padova            | 16 | 22 | 8  | 14 | 1715 | 1736 |
|  | 11. | Alì sup. Vicenza           | 16 | 22 | 8  | 14 | 1499 | 1611 |
|  | 12. | Azzurra Winsol Brindisi    | 10 | 22 | 5  | 17 | 1519 | 1661 |

## Playoff

### Gruppo 1

#### Classifica
|  |    | poule promozione 1 | Pt | G  | V | P | PF  | PS  |
|  | -- | ------------------ | -- | -- | - | - | --- | --- |
|  | 1. | Popolare Ragusa    | 16 | 10 | 8 | 2 | 790 | 700 |
|  | 2. | ING Biella         | 14 | 10 | 7 | 3 | 829 | 716 |
|  | 3. | Isopak Modena      | 14 | 10 | 7 | 3 | 789 | 715 |
|  | 4. | Paper's Campli     | 6  | 10 | 3 | 7 | 710 | 814 |
|  | 5. | Gaverina Bergamo   | 6  | 10 | 3 | 7 | 699 | 730 |
|  | 6. | Valleverde Imola   | 4  | 10 | 2 | 8 | 720 | 862 |

#### Risultati
| Risultati        | BER   | BIE    | MOD   | RAG    | CAM    | IMO   |
| ---------------- | ----- | ------ | ----- | ------ | ------ | ----- |
| Gaverina Bergamo |       | 73-81  | 67-62 | 70-82  | 70-78  | 87-76 |
| ING Biella       | 69-65 |        | 70-74 | 70-71  | 108-57 | 90-77 |
| Isopak Modena    | 73-62 | 79-90  |       | 74-47  | 85-74  | 85-77 |
| Popolare Ragusa  | 69-63 | 73-58  | 75-84 |        | 91-76  | 94-70 |
| Paper's Campli   | 73-76 | 70-84  | 68-90 | 67-87  |        | 70-59 |
| Valleverde Imola | 77-66 | 77-109 | 85-83 | 68-101 | 64-77  |       |

### Gruppo 2

#### Classifica
|  |    | poule promozione 2         | Pt | G  | V | P | PF  | PS  |
|  | -- | -------------------------- | -- | -- | - | - | --- | --- |
|  | 1. | Tecnoarredo Roseto         | 18 | 10 | 9 | 1 | 787 | 691 |
|  | 2. | Seme d' Arancio Barcellona | 16 | 10 | 8 | 2 | 750 | 662 |
|  | 3. | Cameling Ferrara           | 8  | 10 | 4 | 6 | 752 | 776 |
|  | 4. | Caffex Pavia               | 8  | 10 | 4 | 6 | 779 | 842 |
|  | 5. | Barnabei Teramo            | 8  | 10 | 4 | 6 | 747 | 740 |
|  | 6. | Petrarca Padova            | 2  | 10 | 1 | 9 | 707 | 811 |

#### Risultati
| Risultati                  | FER   | PAD   | BAR   | PAV    | ROS   | TER   |
| -------------------------- | ----- | ----- | ----- | ------ | ----- | ----- |
| Cameling Ferrara           |       | 69-58 | 72-78 | 84-76  | 69-70 | 60-75 |
| Petrarca Padova            | 82-84 |       | 61-71 | 85-93  | 80-86 | 86-85 |
| Seme d' Arancio Barcellona | 64-59 | 84-62 |       | 104-74 | 82-67 | 67-60 |
| Caffex Pavia               | 94-91 | 84-54 | 60-76 |        | 83-91 | 79-69 |
| Tecnoarredo Roseto         | 84-69 | 79-66 | 68-55 | 93-63  |       | 75-60 |
| Barnabei Teramo            | 86-91 | 78-72 | 77-59 | 94-75  | 64-74 |       |

## Playout

### Girone 1

#### Classifica
|  |    | poule retrocessione 1 | Pt | G  | V | P | PF  | PS  |
|  | -- | --------------------- | -- | -- | - | - | --- | --- |
|  | 1. | Dodaro Cosenza        | 12 | 10 | 6 | 4 | 743 | 758 |
|  | 2. | GT Autoalarm Desio    | 10 | 10 | 5 | 5 | 747 | 746 |
|  | 3. | Castelli Ozzano       | 10 | 10 | 5 | 5 | 766 | 724 |
|  | 4. | Country Treviglio     | 10 | 10 | 5 | 5 | 741 | 758 |
|  | 5. | Winsol Brindisi       | 10 | 10 | 5 | 5 | 694 | 724 |
|  | 6. | Milla&Co. Vigevano    | 8  | 10 | 4 | 6 | 775 | 756 |

#### Risultati
| Risultati          | COS   | TRE   | DES    | BRI   | OZZ   | VIG   |
| ------------------ | ----- | ----- | ------ | ----- | ----- | ----- |
| Dodaro Cosenza     |       | 69-67 | 82-72  | 79-71 | 73-67 | 82-77 |
| Country Treviglio  | 84-73 |       | 100-93 | 76-70 | 72-61 | 69-79 |
| GT Autoalarm Desio | 80-65 | 75-68 |        | 63-65 | 88-81 | 83-64 |
| Winsol Brindisi    | 77-73 | 63-69 | 64-67  |       | 67-65 | 65-61 |
| Castelli Ozzano    | 80-62 | 86-68 | 73-63  | 80-84 |       | 88-70 |
| Milla&Co. Vigevano | 83-85 | 89-68 | 84-63  | 91-68 | 77-85 |       |

### Girone 2

#### Classifica
|  |    | poule retrocessione 2 | Pt | G  | V | P | PF  | PS  |
|  | -- | --------------------- | -- | -- | - | - | --- | --- |
|  | 1. | Hidra Viterbo         | 14 | 10 | 7 | 3 | 805 | 736 |
|  | 2. | GB Plast Padova       | 12 | 10 | 6 | 4 | 726 | 674 |
|  | 3. | Ali' Sup Vicenza      | 10 | 10 | 5 | 5 | 650 | 665 |
|  | 4. | Kappa Torino          | 8  | 10 | 4 | 6 | 731 | 805 |
|  | 5. | Universo Latina       | 8  | 10 | 4 | 6 | 684 | 701 |
|  | 6. | Bears Mestre          | 8  | 10 | 4 | 6 | 676 | 691 |

#### Risultati
| Risultati        | PAD   | TOR    | VIT   | MES   | VIC   | LAT   |
| ---------------- | ----- | ------ | ----- | ----- | ----- | ----- |
| GB Plast Padova  |       | 70-63  | 88-64 | 64-69 | 60-64 | 74-70 |
| Kappa Torino     | 72-81 |        | 86-68 | 74-77 | 61-59 | 76-74 |
| Hidra Viterbo    | 69-67 | 115-89 |       | 93-71 | 80-52 | 88-66 |
| Bears Mestre     | 72-79 | 78-80  | 63-70 |       | 74-41 | 64-67 |
| Ali' Sup Vicenza | 73-64 | 95-63  | 77-76 | 63-64 |       | 70-65 |
| Universo Latina  | 58-79 | 88-67  | 78-82 | 60-45 | 58-56 |       |

## Finali promozione
| Squadra 1          | Totale | Squadra 2                  | Gara 1 | Gara 2 | Gara 3 |
| ------------------ | ------ | -------------------------- | ------ | ------ | ------ |
| Tecnoarredo Roseto | 2-1    | ING Biella                 | 72-63  | 64-81  | 67-53  |
| Popolare Ragusa    | 2-1    | Seme d' Arancio Barcellona | 78-57  | 47-73  | 72-69  |

### Spareggio eventuale ripescaggio
| Viterbo 6 giugno 1998 | ING Biella | 81 – 78 | Seme d' Arancio Barcellona |  |

## Finale per il titolo nazionale dilettanti
| Ragusa 4 giugno 1998 | Popolare Ragusa | 85 – 77 | Tecnoarredo Roseto |  |

| Roseto degli Abruzzi 7 giugno 1998 | Tecnoarredo Roseto | 85 – 79 | Popolare Ragusa |  |

## Verdetti
- Campione d'Italia Dilettanti Popolare Ragusa
- Promosse in A2:
- Tecnoarredo Roseto

Formazione: Acunzo, Bonaccorsi, Coppo, Di Furia, Facenda, Franceschin, Gaeta, Meneghin, Pomenti, Rizzo. Coach: Tony Trullo
- Popolare Ragusa

Formazione: Andrè, Burini, Cassì, Costantino, Maran, Masper, Mayer, Passarelli, Pigliafreddo, Sorrentino. Coach: Massimo Mangano
- ING Biella:

Formazione: Compagni, Losavio, Martinetti, Minessi, Muzio, Ogliaro, Piazza, Raggi, Volpato, Zamberlan. Coach: Federico Danna
- Vincitrice della Coppa Italia di lega: Tecnoarredo Roseto

- Retrocesse in B2:  Pallacanestro Vigevano; Bears Mestre.